# Cozalapa
Cozalapa är en ort i Mexiko.   Den ligger i kommunen Chilchotla och delstaten Puebla, i den sydöstra delen av landet, 200 km öster om huvudstaden Mexico City. Cozalapa ligger 2 232 meter över havet och antalet invånare är 121.
Terrängen runt Cozalapa är kuperad åt nordost, men åt sydväst är den bergig. Runt Cozalapa är det ganska glesbefolkat, med 36 invånare per kvadratkilometer. Närmaste större samhälle är Rafael J. García, 1,3 km norr om Cozalapa. I omgivningarna runt Cozalapa växer i huvudsak blandskog.